# Claudio Ferrada
Claudio Andrés Ferrada Alarcón (Chillán, 2 de julio de 1986) es un abogado y político chileno, perteneciente al partido Revolución Democrática (RD). Se desempeñó como Delegado presidencial regional de Ñuble del gobierno del presidente Gabriel Boric.

## Biografía
Egresó de la carrera de derecho de la Universidad San Sebastián. Se desempeñó como asistente judicial en la Defensoría Penal Pública Local de Chillán y como abogado entre 2018 y 2022, ligado a los tribunales de familia, laborales y civiles de la misma ciudad.

## Carrera política
Militante de Revolución Democrática, su nombre fue parte de las propuestas para ocupar el cargo de Secretario Regional Ministerial de Gobierno, representante de la Secretaría General de Gobierno, sin embargo, a fines de febrero de 2022, a raíz de un desacuerdo entre representantes de Revolución Democrática y Socialismo Democrático fue nombrado como delegado presidencial de la Región de Ñuble, por el presidente Gabriel Boric.
Asumió el cargo el 11 de marzo de 2022, con el inicio formal del gobierno de Gabriel Boric. Presentó su renuncia al cargo el 26 de octubre del mismo año, siendo reemplazado por el también militante RD, Gabriel Pradenas.